# Fotosynthetisch actieve straling

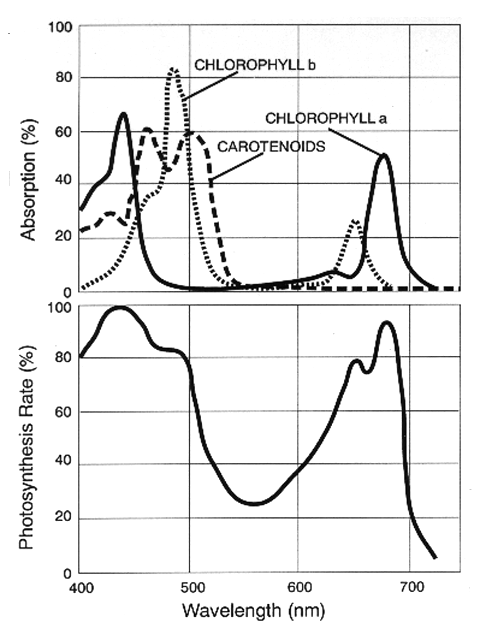
De bovenste grafiek laat de absorptiemaxima van de fotosynthetische actieve stoffen chlorophyl a en b en die van carotenoïden zien. De onderste de fotosynthetisch actieve straling van het licht.

De fotosynthetisch actieve straling of photosynthetically active radiation (PAR) is de golflengte van 400 tot 700 nanometer binnen het lichtspectrum, welke organismen kunnen gebruiken voor de fotosynthese. 
De hoeveelheid PAR wordt weergegeven in W/m2 en kan gemeten worden met een PAR meter.
De fotosynthetisch actieve straling omvat fotonen met verschillende hoeveelheden energie. (blauw: energierijk, rood: energiearm). Daarom moet voor het meten van PAR de stralingssensor van filters worden voorzien, waardoor de kortgolfige, energierijke en de langgolfige energiearme fotonen evenzwaar gemeten worden. Vanwege de directe stoichiometrische betrekking tussen geabsorbeerde fotonen (tussen 400-700 nm) en de fotosynthetisch vastgelegde CO2 wordt de fotonenstroomdichtheid (engl. Photosynthetically Active Photon Flux Density, PPFD of PFD) als standaard gebruikt. Ze wordt in tegenstelling tot de PAR in µmol/(m²s) gemeten.